# Code de procédure pénale (France)
Pour les autres articles nationaux ou selon les autres juridictions, voir Code de procédure pénale.
Ne doit pas être confondu avec Code pénal.
Lire en ligne

Texte du code de procédure pénal

Code d'instruction criminelle
En droit français, le code de procédure pénale est le code qui regroupe les normes législatives relatives à la procédure pénale.

## Histoire
Le code de procédure pénale a été élaboré à la fin de la Quatrième République avec la promulgation du titre préliminaire et du livre Ier par la loi du 31 décembre 1957. Revenu au pouvoir, le général de Gaulle accélère la préparation de ce code et promulgue les livres II à V au cours de la période de mise en place des nouvelles institutions de la Cinquième République, par l'ordonnance du 23 décembre 1958.
Le code entre en vigueur le 2 mars 1959 sur le territoire métropolitain, en même temps que la réforme judiciaire voulue par le général de Gaulle. Il entre en vigueur le 1er mars 1962 dans les départements d'outre-mer, date également prévue pour l'Algérie.
S'agissant des territoires d'outre-mer, le code est mis en vigueur par la loi no 83-520 du 27 juin 1983. L'ordonnance du 28 mars 1996 étend la totalité du code à ces territoires et crée le livre VI du code.
Le code de procédure pénale se manifeste par deux impératifs : sécurité et liberté[réf. nécessaire], se faisant l'écho des revendications des idéaux de la Résistance et de la nécessité de garantir une procédure digne (sincérité des preuves, pas d'aveu forcé et pas de recours aux narcotiques).
Il a trois objectifs principaux[réf. nécessaire] :
- renforcer la liberté individuelle ;
- renforcer l'autorité des magistrats ;
- renforcer l'efficacité de la procédure pénale.

Depuis 2002, le code de procédure pénale est modifiée au rythme d’environ une loi chaque année. Depuis son entrée en vigueur en 1959, le code de procédure pénale, dans sa partie législative, est passé d’environ 800 articles à plus de 2 400 articles, sous l'effet conjugué de l'adoption de nouvelles politiques pénales, de la transposition de dispositions supranationales et de la prise en compte de décisions jurisprudentielles.
En 2010, dans le cadre d’une réforme plus large qui sera ajournée, une réécriture du code de procédure pénale est envisagée.
En 2023, la loi d'orientation et de programmation du ministère de la justice autorise le Gouvernement à procéder par voie d'ordonnance à la réécriture de la partie législative du code de procédure pénale afin d'en clarifier la rédaction et le plan, ainsi qu'à la modification de toute autre disposition relevant du domaine de la loi rendue nécessaire par cette réécriture. Cette nouvelle codification est effectuée à droit constant.

## Plan
- Titre préliminaire : dispositions générales.
- Livre Ier : de l'exercice de l'action publique et de l'instruction.
- Livre II : des juridictions de jugement.
- Livre III : des voies de recours extraordinaires.
- Livre IV : de quelques procédures particulières.
- Livre V : des procédures d'exécution.
- Livre VI : dispositions relatives à l'outre-mer.